# 赫尔曼·范龙佩
赫尔曼·阿希尔·范龙佩（荷蘭語：Herman Achille Van Rompuy，發音：[ˈɦɛrmɑɱ vɑn ˈrɔmpœy] ⓘ；1947年10月31日—），比利时政治人物，首任歐洲理事會常任主席，前比利时首相。

## 生平
范龙佩1947年10月31日出生于比利时首都布鲁塞尔郊区埃特贝克，1971年毕业于荷语天主教鲁汶大学，主修哲學和經濟學。1988年至1993年，范龙佩担任荷语基督教民主党的前身法蘭德斯基民黨的主席。1993年9月担任比利时副首相和预算大臣。
2007年7月当选为比利时众议院议长。
2008年12月19日，比利时首相伊夫·莱特姆因被最高法院指出政府在富通拆分案审理过程中存在着干预司法的迹象而辞职。12月30日，比利时国王阿尔贝二世任命范龙佩为新政府首相。
2009年11月，他當選為歐盟首任常任主席，欧洲理事会主席经欧盟歐洲理事會首脑会议，按歐洲議會的选举結果产生，任期两年半，可连任一次，他的两届任期于2014年11月底到期，由唐納德·圖斯克接替。
2015年，由菲利普國王於2015年7月8日頒布的王室法令創建范龙佩伯爵。

## 荣誉

### 比利时勋章奖章
- 利奥波德指挥官勋章（2003年5月11日批准[5]）
- 利奥波德大绶勋章（2009年12月17日批准[6]）

### 外国勋章奖章
- 旭日大绶章（日本，2015年11月3日公布[7]）